# (1510) Шарлуа
(1510) Шарлуа (фр. Charlois) — небольшой астероид главного пояса, который открыл 22 февраля 1939 года французский астроном Андре Патри в обсерватории Ниццы и назван в честь другого французского астронома, работавшего в этой обсерватории Огюста Шарлуа.

Орбита астероида Шарлуа и его положение в Солнечной системе
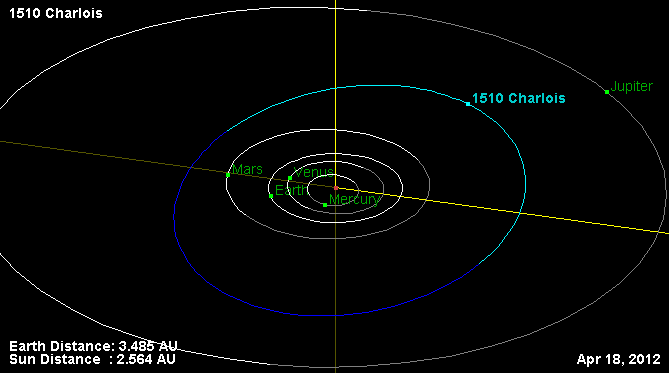
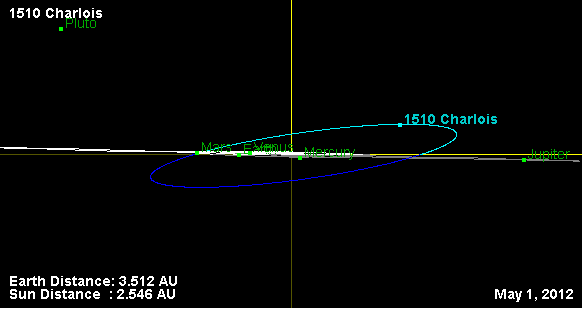